# Símbolos fonéticos del mandarín II
Los Símbolos fonéticos del mandarín II (en chino tradicional, 國語注音符號第二式; en chino simplificado, 国语注音符号第二式; pinyin, guóyǔ zhùyīn fúhào dì èr shì; literalmente "símbolos de anotación fonética del mandarín, segundo estilo"; nombre oficial en inglés: Mandarin Phonetic Symbols II, abreviado como MPS II) constituyen un método de romanización (transcripción al alfabeto latino) del chino mandarín, utilizado en Taiwán de manera oficial entre 1986 y 2002. Este sistema remplazó al más antiguo Gwoyeu romatzyh como sistema de romanización oficial y sería a su vez remplazado en el año 2002 por un nuevo sistema: el Tongyong pinyin, más similar al Hanyu pinyin (o simplemente pinyin), utilizado en la República Popular China.

## Historia
El sistema nació como una modificación del Gwoyeu romatzyh, el anterior sistema de transcripción al alfabeto latino oficial en la República de China. El Gwoyeu romatzyh había sido promulgado por el Gobierno de la República de China en 1928 como sistema oficial de romanización del chino mandarín. En este sentido, complementaba al sistema oficial de transcripción fonética de los caracteres chinos, el zhuyin fuhao, que utiliza símbolos no basados en el alfabeto latino, de manera que se pudiera utilizar para representar los sonidos de los nombres y términos chinos en lenguas extranjeras como el inglés o el español.
Tras la derrota del Gobierno nacionalista de Chiang Kai-shek en la guerra civil china, que supuso la subida al poder del Partido Comunista de China en la China continental, el régimen de la República de China se refugió en la Isla de Taiwán, donde ha continuado su existencia hasta la actualidad. A partir de 1949, la República de China mantuvo el carácter oficial del Gwoyey romatzyh pero su uso fue muy escaso debido a la complejidad de este sistema, caracterizado por la representación alfabética de los tonos de las sílabas del chino mandarín. En enero de 1984, el Ministerio de Educación de la República de China organizó una reunión con diversos representantes del mundo académico de Taiwán para discutir el diseño de un nuevo método de romanización que eliminara la compleja ortografía tonal. Como resultado de esa reunión, se estableció un comité para estudiar la adopción de un nuevo sistema.
A este sistema puesto en marcha en 1984 se le dio el nombre de Símbolos de anotación fonética del mandarín,  segundo estilo en alusión a su carácter complementario del primer estilo, el Zhuyin fuhao. La traducción oficial del nombre al inglés es Mandarin Phonetic Symbols II, del que se deriva la abreviatura "MPS II" con que se designa habitualmente a este sistema. La versión propuesta indicaba los tonos mediante signos diacríticos sobre las letras, al estilo del Zhuyin fuhao y del sistema Hanyu pinyin, el oficial en la República Popular China. El 28 de enero de 1986, tras un periodo de prueba de más de un año, el Ministerio de Educación de la República de China aprobó formalmente el carácter oficial del nuevo sistema.
En el año 2000 se hizo un nuevo borrador de sistema de romanización, el Tongyong pinyin, que sería adoptado de manera oficial en el año 2002, con lo que los Símbolos fonéticos del mandarín II dejaban de tener el respaldo oficial como sistema de transcripción al alfabeto latino. Aun así, el uso del sistema se mantiene aún en muchos diccionarios publicados en Taiwán, y en la versión en línea del diccionario Guóyǔ Cídian, el principal diccionario taiwanés de la lengua china.

## Características
El uso de signos diacríticos para los tonos en este sistema coincide con el del sistema Hanyu pinyin desarrollado en la China continental, lo que hace que ambos sistemas se parezcan. La elección de letras para los sonidos del chino, sin embargo, se asemeja más a la del Gwoyeu romatzyh anterior. En este sentido, el uso de consonantes en MPS II está basado en el valor inglés de las consonantes y no se sirve de letras como las x y q del Hanyu pinyin, cuyo uso tiene su origen en la influencia soviética. Al igual que ocurre en el Gwoyeu romatzyh, la serie de consonantes palatales representadas por j, q y x en Hanyu pinyin no tienen una representación propia y se tratan como alófonos de la serie de consonantes retroflejas j (zh en Hanyu pinyin), ch y sh.
En el uso de vocales, el MPS II utiliza u en lugar de o en las combinaciones au  y ung (ao y ong en Hanyu pinyin). Así, el nombre "Mao Zedong" sería en este sistema "Mau Tze-dung". Por otro lado, la vocal ü se representa siempre con el dígrafo yu, y la llamada "rima vacía", la vocal final en las sílabas representadas en Hanyu pinyin como zi, ci, si, ri, zhi, chi y shi se transcribe mediante la ausencia de vocal en los tres primeros casos: tz, ts y s; y mediante una r en los cuatro últimos casos r, jr, chr y shr. Esta diferencia refleja la diferente realización fonética de la vocal en combinación con cada una de estas series de consonantes.